# Compagnie du chemin de fer Liégeois-Limbourgeois
De Compagnie du chemin de fer Liégeois-Limbourgeois (LL) is een naamloze vennootschap van Belgisch recht die in 1862 werd opgericht om de concessie van de gelijknamige spoorweg te beheren.

## Geschiedenis
De naamloze vennootschap Compagnie du chemin de fer Liégeois-Limbourgeois, waarvan de volledige naam de Compagnie du chemin de fer Liégeois-Limbourgeois et des prolongements is, werd gemachtigd en haar statuten werden goedgekeurd door het koninklijk besluit van 10 december 1862.
Het doel was het opzetten en exploiteren van:
1. "Een spoorlijn van Tongeren naar Ans, via Glons, met een 1e tak naar Luik, en via Herstal en de voorstad Vivegnis en een 2e tak naar de kolenmijnen ten noorden van Luik. De oprichting van het eerste van deze takken is verplicht, die van het tweede facultatief.
2. Een spoorlijn van Hasselt naar de grens van Nederland, in de richting van Eindhoven, als de definitieve concessie van de twee regeringen kan worden verkregen.
3. Van een spoorlijn van Tongeren tot de spoorlijn van Hasselt naar Maestricht, met een gemeenschappelijk traject op deze laatste spoorlijn tussen Munster Bilzen en Hasselt.

Het geheel onder de bepalingen van het koninklijk besluit van 14 juni 1861, het Verdrag van 7 juni 1862 en de daarbij gevoegde Aanvullende Overeenkomst van 29 augustus 1862, zal deze maatschappij ook de verbindingen met het Hasseltse kanaal en het station van Beverst aanleggen en exploiteren in geval van concessie van deze takken."
22 april 1864 machtigt een koninklijk besluit de Compagnie Liégeois-Limbourgeois om de exploitatie van de voltooide of nog aan te leggen lijnen van haar net over te dragen aan de Nederlandse Maatschappij tot Exploitatie van Staatsspoorwegen (SS). Op 1 juli 1864 werd het bij koninklijk besluit uitgeroepen tot concessiehouder van de Hasseltse spoorweg aan de grens met Nederland in de richting van Eindhoven.
De SS begon op 1 juli 1866 met de exploitatie van het netwerk. Deze dienst werd op vaste basis afgesloten, "in ruil voor de garantie van een vaste kilometerrente die de rente en de aflossing van de obligaties dekte, terwijl ook werd gewaarborgd dat de aandelen een aandeel van 35% hadden in de bruto-inkomsten van het bedrag van 17.200 frank per kilometer".  De SS investeerde ook in het traject, en kocht 9 stoomlocomotieven met losse tenders aan voor het traject, die vanaf 1871 werden ingezet met de nummers SS 206-211 en SS 92-94. 
In de jaren 1860 werd de financiële situatie van Liégeois-Limbourgeois precairder, net zoals deze van de Grande Compagnie du Luxembourg. Ze zochten hulp bij de Belgische staat maar deze weigerde de verlieslatende ondernemingen in 1868 eerst over te nemen.  Vervolgens werd er gepraat met de meer welwillende Franse Compagnie des chemins de fer de l'Est.  Deze evolutie veroorzaakte evenwel in 1869 een grote internationale diplomatieke rel, gekend als de Belgische spoorwegenkwestie. Resultaat van de commotie werd dat de spoorwegbedrijven niet verkocht werden aan de Fransen en enkele jaren later, in 1873, alsnog genationaliseerd worden door de Belgische Staat bij wet van 15 maart 1873.
Op 1 januari 1896 werd ook de naam Liégeois-Limbourgeois verlaten en werden het de staatsspoorwegen. In 1898 werd ook de exploitatie van het Belgisch traject door de Maatschappij tot Exploitatie van Staatsspoorwegen gestopt, en namen de Belgische spoorwegen de exploitatie van het deel tot aan de Nederlandse grens over.

## Netwerk
De Liégeois-Limbourgeois exploiteerde maximaal vier spoorlijnen:
- de lijn van Hasselt naar Luik (Vivegnis), een deel van de huidige lijn 34;
- de lijn van Liers naar Ans (Oost), huidige lijn 31 (nu gesloten);
- de lijn van Ans (Oost) naar Flémalle-Haute, huidige lijn 32 (nu gesloten);
- de lijn van Hasselt naar Eindhoven, delen van de huidige lijn 15 en lijn 18 (nu gesloten).

Chronologie van de netontwikkeling
De lijn tussen Hasselt en Beverst was als onderdeel van lijn 20 al aangelegd door de Aken-Maastrichtsche Spoorweg-Maatschappij en in gebruik genomen op 1 oktober 1856.
- 10 november 1863, traject van Y Beverst naar Tongeren (13 km)
- 10 maart 1864, traject van Tongeren naar Glaaien (Glons) (6 km)
- 25 juni 1864, traject van Glaaien naar Liers (Liesse) (7 km) en de spoorlijn van Liers naar Ans (6 km)
- 1 mei 1865, traject van Liers naar Vivegnis (10 km)
- 20 juli 1866, verlenging van Hasselt naar Eindhoven (59 km)
- 15 november 1866, aftakking naar kanaal bij Hasselt (1 km)
- 3 februari 1868, traject van Ans naar Flémalle (Flémalle-Haute) (12 km) met aftakkingen van Ans-Plateau naar de koolmijnen Bonne Fortune en Bonnier en  van Y Glain naar de koolmijnen van Espérance en Gosson.
- 1 september 1877, traject van Luik-Vivegnis naar Guillemins (4 km) (toen al staatsonderneming)